# Mark Isitt
John Mark David Isitt, född 22 mars 1966 i Kungälv, är en svensk-brittisk arkitekturkritiker, författare och journalist. Isitt är bland annat är verksam på Göteborgs-Posten. Han är programledare för Stadsinspektionen i Sveriges Radio P1 där han reser runt i olika svenska städer och diskuterar arkitektur och stadsplanering. Han har också medverkat i Sveriges Televisions programserie Hemma hos arkitekten. Sedan 2020 är han programledare för den svenska versionen av programmet Grand Designs och sedan 2022 även Grand Designs: Årets hus i TV4.
Han tilldelades Sveriges Arkitekters kritikerpris 2018 och Olle Engkvist-medaljen 2020.